# Sommaren är kort
"Sommaren är kort" är en poplåt skriven och framförd av Tomas Ledin. I sången uppmanar han till att ta vara på de stunder då solen skiner. I överförd bemärkelse tycks han mena att en kvinna som han går och tänker på skall satsa på ett förhållande med honom eftersom livet ju är så kort.
Singeln släpptes i maj 1982 och nådde som bäst sjunde plats på den svenska singellistan. Melodin låg på Svensktoppen i fyra omgångar under perioden 23 maj–13 juni 1982, och klättrade en placering per vecka, från tionde till sjunde plats. Melodin fanns med på sjunde plats på den sista Svensktoppslista som publicerades innan programmet första gången lades ner.
Låten finns med på Ledins nionde studioalbum Gränslös (1982). Den spelades även in på engelska under titeln "Taken By Surprise" (medtagen på hans tionde album The Human Touch 1982) och på spanska under namnet "Y Me Sorprendio". Den spanska versionen utgjorde b-sida till singeln Never Again (1983).
Stefan Borsch spelade 1982 in sången på sitt album En liten fågel. 
Demon med Stefan Borsch skickades in till Melodifestivalen men kom aldrig med. Låten framfördes av E-Type i Så mycket bättre.
Tomas Ledins singel är en av titlarna i boken Tusen svenska klassiker (2009).

## Listplaceringar
| Lista (1982) | Position |
| ------------ | -------- |
| Sverige      | 7        |

## Publikation
- Barnens svenska sångbok, 1999, under rubriken "Gladsång och poplåt".

## "Julen är för kort"
2017 gjorde Niclas Wahlgren en parodi kallad "Julen är för kort" som spelades på radiostationen Rix FM. Ledins jurister bad radiostationen att sluta spela låten och Ledin kommenterade att han inte var "intresserad av andra texttolkningar". Rix FM hänvisade till ett tidigare prejudikat från en dom i högsta domstolen för just parodi och travesti, men valde ändå att sluta spela låten.

### Fotnoter
1. ↑  Svensktoppen – 1982
2. ↑  ”Ya Nunca Mas”. Discogs.com. http://www.discogs.com/Tomas-Agnetha-Ya-Nunca-Mas/release/3028709. Läst 16 januari 2013.
3. ↑  ”Tomas Ledin”. Svensk mediedatabas. http://smdb.kb.se/catalog/search?q=Tomas+Ledin+Never+Again&sort=OLDEST. Läst 16 januari 2013.
4. ↑  Gradvall et al 2009, nr. 596
5. ↑  Placering på den svenska singellistan
6. 1 2 3  Casper Danielsson. "Wahlgren trotsar Ledins juristhot – mitt i sändning", expressen.se, 8 december 2017. Sparad på Internet Archive från originalet Åtkomst den 8 december 2017.
7. ↑  Anton Nilsson. "Jurister försökte stoppa Wahlgren – i sändning", expressen.se, 5 december 2017. Sparad på Internet Archive från originalet Åtkomst den 8 december 2017.